# De Fûke
De Fûke is een Friese oorlogsfilm uit 2000 naar de gelijknamige novelle uit 1966 van Rink van der Velde, geregisseerd door Steven de Jong.
Van der Velde en De Jong schreven samen het scenario. Tijdens het schrijven werd een element toegevoegd aan het verhaal: de hond Bijke. Ook kreeg de visser een naam: Jelle.

## Het verhaal
Jelle (Rense Westra) is een eenvoudige visser. Hij wordt opgepakt door de Duitsers omdat zijn zoon Germ, die in het verzet zit, betrapt is bij een wapendropping. Tijdens zijn verhoor ontdekt Jelle pas wat er met zijn zoon is gebeurd. Nadat hij opgepakt is, volgt zijn hond hem steeds naar daar waar hij wordt gebracht, zelfs tot Jelle wordt neergeschoten.

## Rolverdeling
| Acteur            | Personage                  |
| ----------------- | -------------------------- |
| Rense Westra      | Jelle Hûn                  |
| Peter Tuinman     | SD-Adjudant                |
| Steven de Jong    | Germ                       |
| Leo de Jong       | Jonge Germ (in flashbacks) |
| Cynthia Abma      | Mirjam                     |
| Hidde Maas        | NSB-burgemeester           |
| Hilbert Dijkstra  | Adjudant                   |
| Syb van der Ploeg | SD agent                   |
| Wilbert Gieske    | Duitse Officier            |
| Jan Arendsz       | celmaat                    |
| Joop Wittermans   | koopman                    |
| Chris Zegers      | Duitse soldaat Klauz       |
| Karst Berkenbosch |                            |
| Jop de Vries      |                            |
| Hilly Harms       |                            |
| Wobbe Zwart       |                            |